# Voregg-Moosegg
Voregg-Moosegg ist eine Streulage im Salzachtal im Land Salzburg wie auch Ortschaft und Katastralgemeinde Voregg der Gemeinde Scheffau am Tennengebirge im Bezirk Hallein (Tennengau).

## Geographie

Profil durch die Hallstätter Deckscholle östlich von Kuchl:
Haselgebirge
Obere/Untere Roßfeldschichten
Kalke
jüngste Sedimente

Die Ortslage befindet sich etwa 24 Kilometer südöstlich von Salzburg und zehn Kilometer südöstlich von Hallein. Sie erstreckt sich am Nordwestfuß des Schwarzen Bergs (1584 m ü. A.), des südwestlichsten Gipfels der Osterhorngruppe, auf um die 550–900 m ü. A. Höhe. Die zerstreuten Häuser ziehen sich von der rechten Talflanke des Salzachtals oberhalb der Kellau bei Golling (Gemeinde Kuchl) – das sind die Ortslagen Voregg – über die Hochreith (965 m ü. A.) an den oberen Kertererbach, die Gegend Moosegg und das Hundskar (Aubaueralm, um 1000 m ü. A.).
Die Ortschaft umfasst knapp 40 Gebäude mit etwa 100 Einwohnern. Die Katastralgemeinde mit 729,78 ha entspricht weitgehend demselben Gebiet.
| Georgenberg ∗ (O u. KG) Strubau Gipswerk ∗ (beide Gem. Kuchl) | Oberlangenberg (O u. KG) Bergerseit (beide Gem. St. Koloman) |                    |
| Rußegg Kellau (O u. KG) (beide Gem. Kuchl)                    | Kompassrose, die auf Nachbargemeinden zeigt                  | Weitenau (O u. KG) |
| Hinterkellau (Gem. Kuchl)                                     | Haarberg Unterscheffau                                       | Scheffau (O u. KG) |

∗ Georgenberg, Gem. Kuchl, grenzt knapp nicht direkt an, weil sich O u. KG Kellau beim Gipswerk Moldan dazwischen schiebt. Das Werk selbst verteilt sich in den Gemeindegebieten Kuchl, Scheffau und St. Koloman

## Geschichte, Natur und Infrastruktur
Schon im frühen 17. Jahrhundert wurde begonnen, am oberen Kertererbach Gips abzubauen; das Gipsbergwerk Grubbach–Moosegg ist das größte österreichische Gipsvorkommen. Der Riedl zum Hundskar ist teils vollständig aus Gips aufgebaut. Die Betreiberfirma ist Moldan Baustoffe, heute Tochterfirma der Salzburger Sand und Kieswerke (SSK). Vom Moldanwerk Strubau wurde auch eine Seilbahn zum Bergwerk errichtet. 
Bei Schaffung der Ortsgemeinden 1848/50 und des Gerichtsbezirks Golling wurde die Steuergemeinde Voregg der politischen Gemeinde Scheffau zugegeben. Sie ist aber vom Hauptort sehr abgelegen, weil sich der Haarberg zum Lammertal dazwischenschiebt.
Die Ortslage erreicht man nur über die Kuchler Strubau. Das Bergwerk hingegen erreicht man über die Weitenauer Straße, die von Voglau noch hinter den Lammeröfen (Gemeinde Abtenau) um den Schwarzenberg herum nach Oberlangenberg (Gemeinde St. Koloman) führt. Schulisch gehört die Ortschaft zum Sprengel der Volksschule Golling.

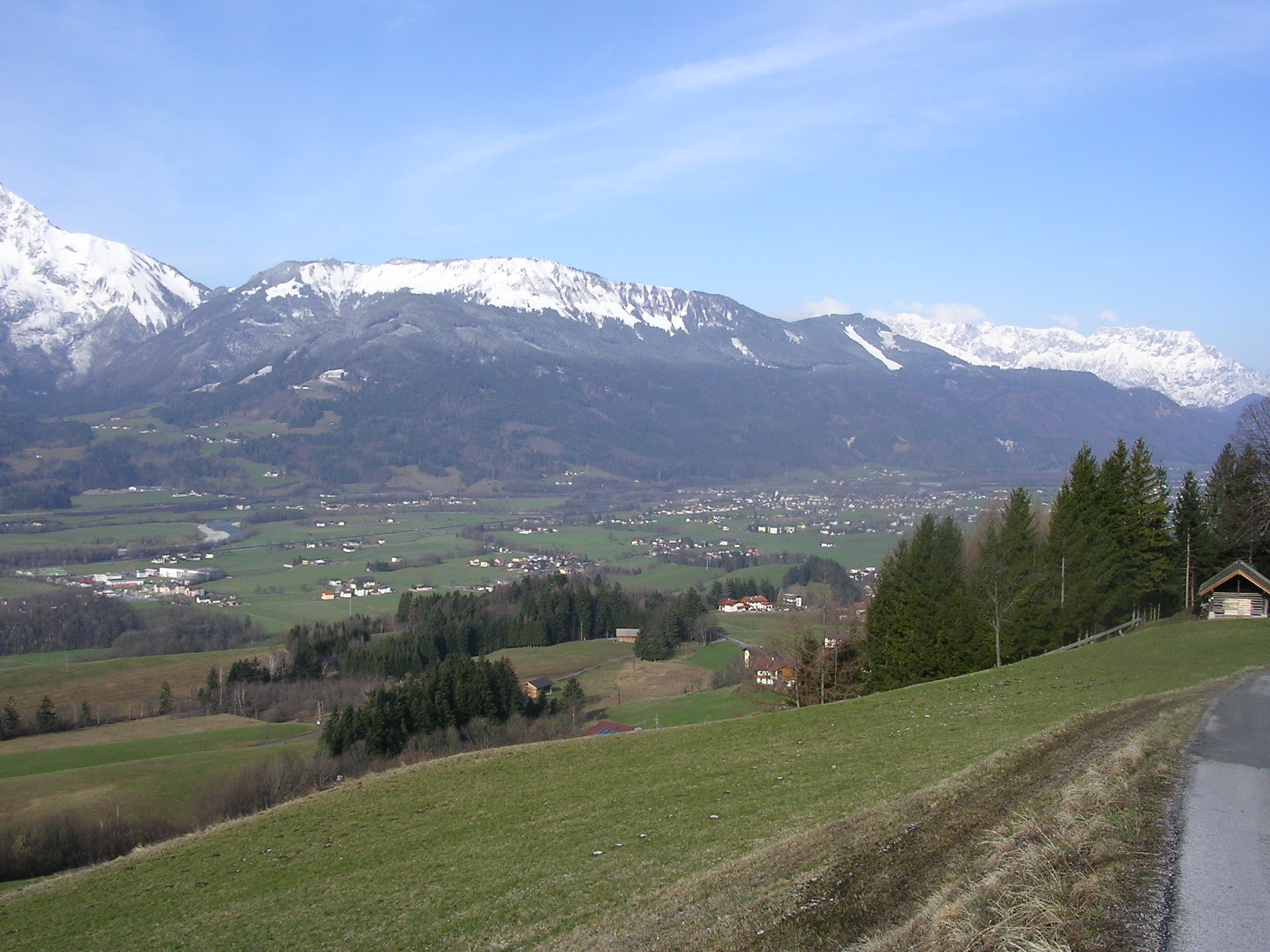
Blick von Voregg auf das Salzachtal bei Kuchl gegen das Roßfeld (Hahnenkamm): mittig der Markt Kuchl, rechts die untere Kellau; hinten links Göllstock, rechts der Untersberg

Zur Ortschaft gehören der Alpengasthof Hochreith (953 m ü. A.) mit schönem Talblick; das 1970 erbaute Leo-Roedel-Haus (960 m ü. A.) der Naturfreunde (Ortsgruppe Golling) ist nicht mehr geöffnet.
Von hier führt der Aufstieg auf den Schwarzen Berg.
Der ganze Salzachtaler Teil gehört zum Landschaftsschutzgebiet Rabenstein–Kellau.